# Annadale (New York City)

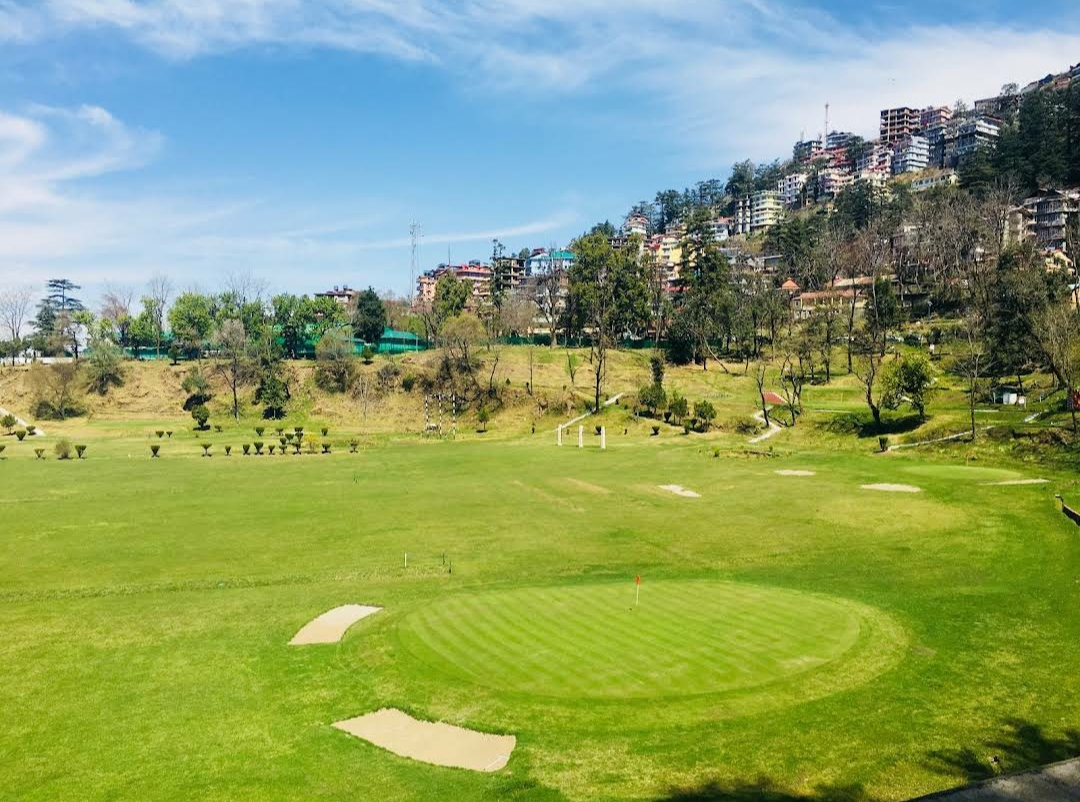
Annadale Ground Shimla

Annadale ist ein Stadtviertel an der Südküste des Stadtbezirks Staten Island, New York City.

## Lage
Annadale grenzt an die Stadtteile Huguenot, Arden Heights und Prince’s Bay und ist durch den Annadale-Bahnhof an die Staten Island Railway sowie durch mehrere Buslinien und den Korean War Veterans Parkway angebunden.

## Demografie
Annadale ist ein vorwiegend von der Mittelschicht geprägtes Wohnviertel mit überwiegend freistehenden Einfamilienhäusern. Das Viertel bietet zahlreiche Parks, darunter das 222 Hektar große Blue Heron Park Preserve, sowie eine gute Infrastruktur mit Schulen und Einkaufsmöglichkeiten.

## Geschichte
Der Name Annadale stammt aus dem Jahr um 1860 und geht auf Anna Seguine zurück, eine Nachfahrin französischer Hugenotten, die zu den ersten Siedlern der South Shore gehörten. Auch benachbarte Stadtteile wie Huguenot und Straßen wie die Seguine Avenue sind nach dieser Familie benannt. 1929 kauften spanische Einwanderer Land entlang der Küste und gründeten die „Spanish Colony“ oder „Spanish Camp“, das bis in die frühen 2000er Jahre bestand. Ursprünglich war Annadale von ausgedehnten Wäldern geprägt, die jedoch im späten 20. Jahrhundert größtenteils neuen Wohnsiedlungen wichen. Ein Teil des alten Stadtparks wurde als Blue Heron Park Preserve zum Naturschutzgebiet umgewandelt.

## Berühmte Persönlichkeiten
Der berühmte Landschaftsarchitekt Frederick Law Olmsted, der unter anderem den Central Park in Manhattan entwarf, lebte im historischen Olmsted-Beil House in Annadale.

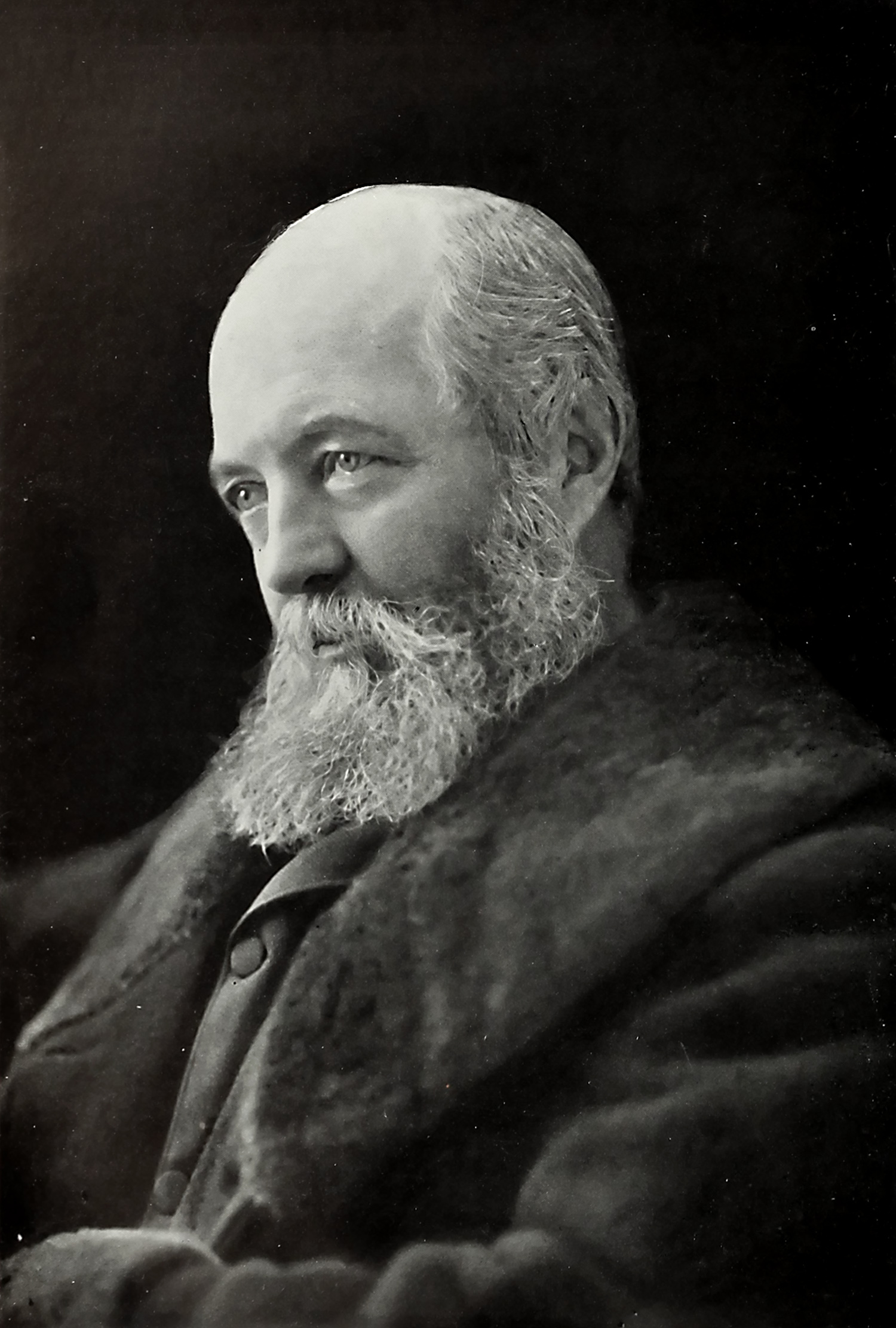
Frederick Law Olmsted